# Baronía de Yecla
La baronía de Yecla es un título nobiliario español creado por la reina regente María Cristina de Habsburgo Lorena y concedido, en nombre del rey Alfonso XIII, a favor del ingeniero de caminos Pablo Cáceres y de la Torre, sobre un antiguo señorío de su casa, por real decreto del 3 de marzo de 1890 y real despacho expedido el 7 de mayo del mismo año.
Su denominación hace referencia a la localidad de Yecla de Yeltes, en la provincia de Salamanca.

## Barones de Yecla
|                           | Titular                           | Periodo                   |
| Creación por Alfonso XIII | Creación por Alfonso XIII         | Creación por Alfonso XIII |
| ------------------------- | --------------------------------- | ------------------------- |
| I                         | Pablo Cáceres y de la Torre       | 1890-1943                 |
| II                        | Toribio Cáceres y de la Torre     | 1951-1954                 |
| III                       | Chistián de Nogales y Quevedo     | 1966-                     |
| IV                        | Vasco de Nogales y Pérez de Hoyos | 1989-2008                 |
| V                         | Vasco de Nogales y Balada         | 2008-hoy                  |

## Historia de los barones de Yecla
- Pablo Cáceres y de la Torre (m. 1936), I barón de Yecla. Catedrático de la Escuela Superior de Ingenieros de Caminos[1]

Casó con su prima Sara Formento y Uriarte, sin descendientes. En 1951 le sucedió su hermano:
- Toribio Cáceres y de la Torre (m. Madrid, 24 de junio de 1954), II barón de Yecla.[1]

Casó con María del Carmen de la Bastida y Careaga, III condesa de Ardales del Río. El 25 de noviembre de 1960, previa orden del 26 de marzo del mismo año para que se expida la correspondiente carta de sucesión (BOE del 2 de abril), le sucedió:
- Christian de Nogales y Quevedo, III barón de Yecla.[1] Hijo de Juan de Nogales-Delicado y Arias, alcalde de Ciudad Rodrigo (Salamanca) y poeta, y de Carmen de Quevedo y Pesanha.[5] Nieto de Dionisio de Nogales Delicado, escritor e historiador.[5]

Casó con Josefina Pérez de Hoyos y Calvo. El 16 de octubre de 1989, previa orden del 12 de septiembre del mismo año para que se expida la correspondiente carta de sucesión (BOE del día 26), le sucedió su hijo:
- Vasco de Nogales y Pérez de Hoyos, IV barón de Yecla.[3][6]

El 25 de noviembre del 2008, previa orden del 25 de septiembre del mismo año para que se expida la correspondiente carta de sucesión (BOE del 14 de octubre), le sucedió su hijo:
- Vasco de Nogales y Balada, V barón de Yecla.[3][6]